# Telem (Partei)
Telem (hebräisch תל״ם, Akronym für hebräisch תְּנוּעָה לְאֻמִּית מַמְלָכְתִית Tnuʿah Ləʾummīt Mamlachtīt, deutsch ‚Nationale Staatsmännische Bewegung‘) ist eine Mitte-rechts-Partei in Israel. Die Partei wurde am 2. Januar 2019 vom ehemaligen Verteidigungsminister Mosche Jaalon gegründet, der zuvor den Likud verlassen hatte. Der Name spielt auf die von 1981 bis 1983 bestehende Telem-Partei von Mosche Dajan an.
Mit den Parteien Jesch Atid von Jaʾir Lapid und Chosen leJisraʾel von Benny Gantz schloss sich Telem im Vorfeld Knessetwahlen im  April 2019 zum Bündnis Kachol Lavan („Blau-Weiß“) zusammen. Über die gemeinsame Liste zogen fünf Telem-Abgeordnete in die Knesset ein; ebenso bei den vorgezogenen Neuwahlen im September 2019 und im März 2020.
Benny Gantz und seine Partei vereinbarten nach der Knessetwahl vom 2. März 2020 eine Koalition mit der Likud-Partei des amtierenden Ministerpräsidenten Netanjahu. Jesch Atid und Telem lehnten diese Koalition ab, sie verließen das Bündnis „Blau-Weiß“ und gründeten am 29. März 2020 eine separate Fraktion in der Knesset namens Jesch Atid-Telem. Im Gegenzug traten die Abgeordneten Zvi Hauser und Joʿaz Hendel aus der Telem aus und bildeten die Fraktion Derech Eretz, die die Netanjahu-Regierung unterstützte. Anschließend war Telem noch mit drei Abgeordneten in der 23. Knesset vertreten: Mosche Jaʿalon, Orli Froman (אורלי פרומן) und Andreï Kozhinow (אנדריי קוז'ינוב). Zur Parlamentswahl im März 2021 trat Telem angesichts schwacher Umfragewerte nicht mehr an.